# Once Upon the Cross
Albums de Deicide
Legion
(1992) Serpents of the Light
(1997)
Once Upon the Cross est le troisième album studio du groupe de Death metal américain Deicide.

## Présentation
L'album est sorti le 18 avril 1995 sous le label Roadrunner Records,,,,,.
La pochette de l'album a provoqué un certain débat car son illustration est assez sujette à controverse : elle représente le Christ couvert d'un drap d'autopsie. L'illustration devait à l'origine montrer cette même image sans le drap, mais elle a été refusée, car jugée trop violente.
Les samples d'introduction des titres Once Upon the Cross ("Father, why have you forsaken me?" / "Père, pourquoi m'as-tu abandonné?") et Trick Or Betrayed ("You're not the Messiah?" / "Vous n'êtes pas le Messie?") sont extraits du film La Dernière Tentation du Christ de Martin Scorsese sorti en 1988.

## Musiciens
- Glen Benton - Basse / Chant
- Brian Hoffman - Guitare
- Eric Hoffman - Guitare
- Steve Asheim - Batterie

## Liste des morceaux
| 1.    | Once Upon the Cross                     | 3:34 |
| 2.    | Christ Denied                           | 3:38 |
| 3.    | When Satan Rules His World              | 2:53 |
| 4.    | Kill the Christian                      | 2:57 |
| 5.    | Trick or Betrayed                       | 2:25 |
| 6.    | They Are the Children of the Underworld | 3:09 |
| 7.    | Behind the Light Thou Shall Rise        | 2:59 |
| 8.    | To Be Dead                              | 2:39 |
| 9.    | Confessional Rape                       | 3:56 |
| 27:59 |                                         |      |